# Nevlunghavn
Nevlunghavn est une agglomération de la municipalité de Larvik, dans le comté de Vestfold, en Norvège.

## Description
Elle se situe sur le côté est du Langesundsfjord (en). Elle a été absorbée par Helgeroa et compte, en 2022, 962 habitants. Nevlunghavn est un petit village de pêcheurs et un port pilote qui a réussi à préserver son caractère d'origine.
Nevlunghavn est une zone de vacances populaire avec de nombreux chalets et maisons d'été et le camping Oddane Sand, qui possède l'une des plus belles plages du Vestfold. Juste à côté du sable d'Oddane se trouve Gurvika, qui est un centre de villégiature pour handicapés.
L'emplacement abrité a fait du port un port d'accueil très visité pour les voiliers. Le port compte plusieurs restaurants et, en été, sur la jetée, vous pouvez acheter du poisson frais, des crevettes et des crabes. Avec tous les invités d'été, la population augmente de sept à huit fois.
On trouve aussi le camping d'Omrestranda avec une plage de sable et de longs bas-fonds.

## Curiosités
- La grande moraine de Mølen[4]
- Les Tumulus de Mølen
- Le bloc erratique Humlesekken
- Le Phare de Tvistein

## Aires protégées
- Réserve naturelle de Fugløyrogn
- Réserve naturelle de Nevlungstranda
- Zone de conservation des oiseaux de Langholmene
- Zone de conservation des oiseaux de Mølen

## Galerie

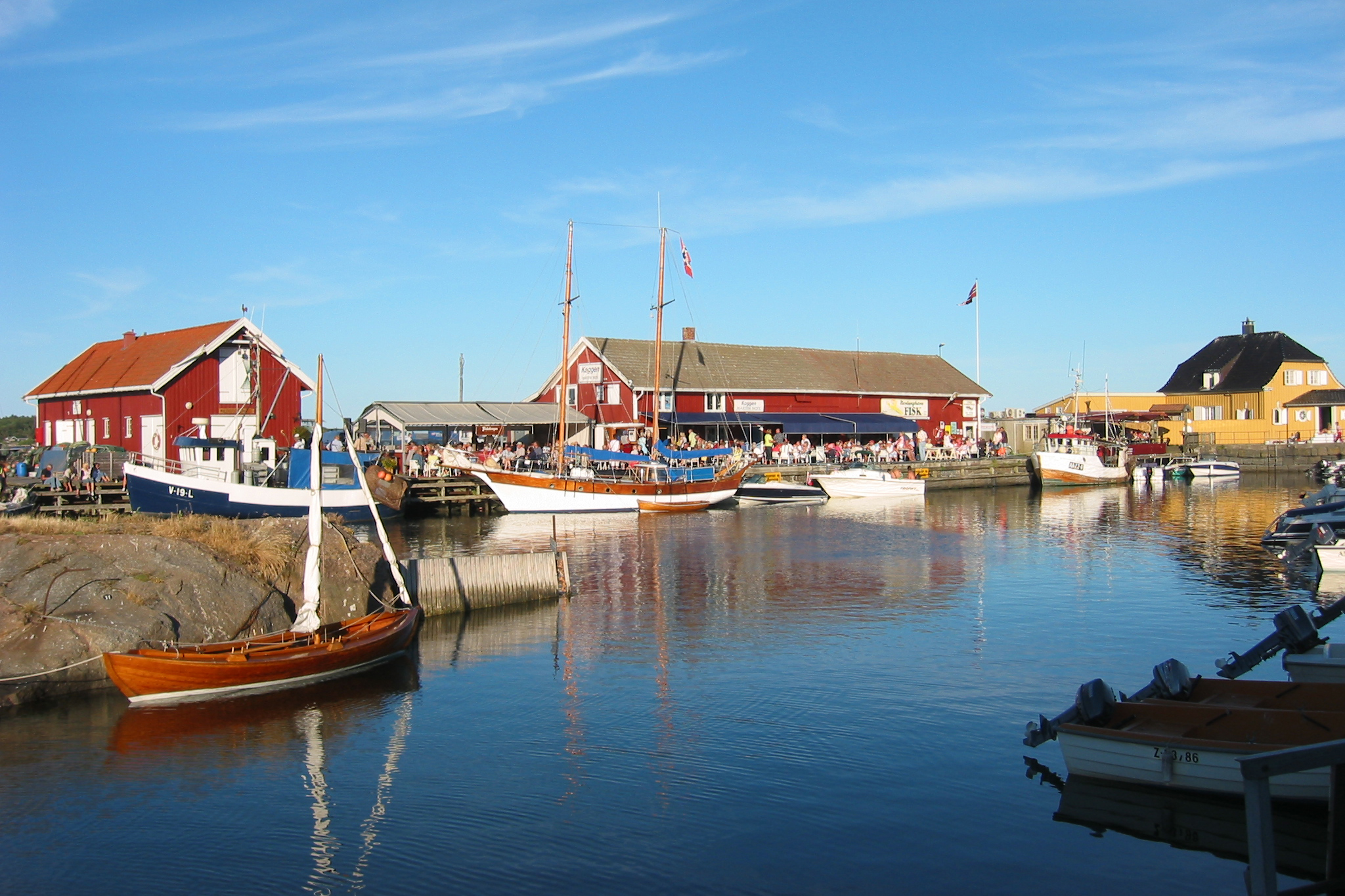
Port de Nevlunghavn
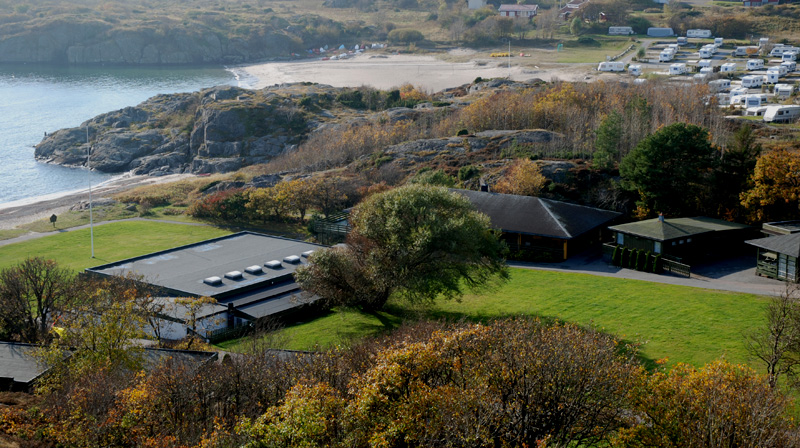
Gurvika
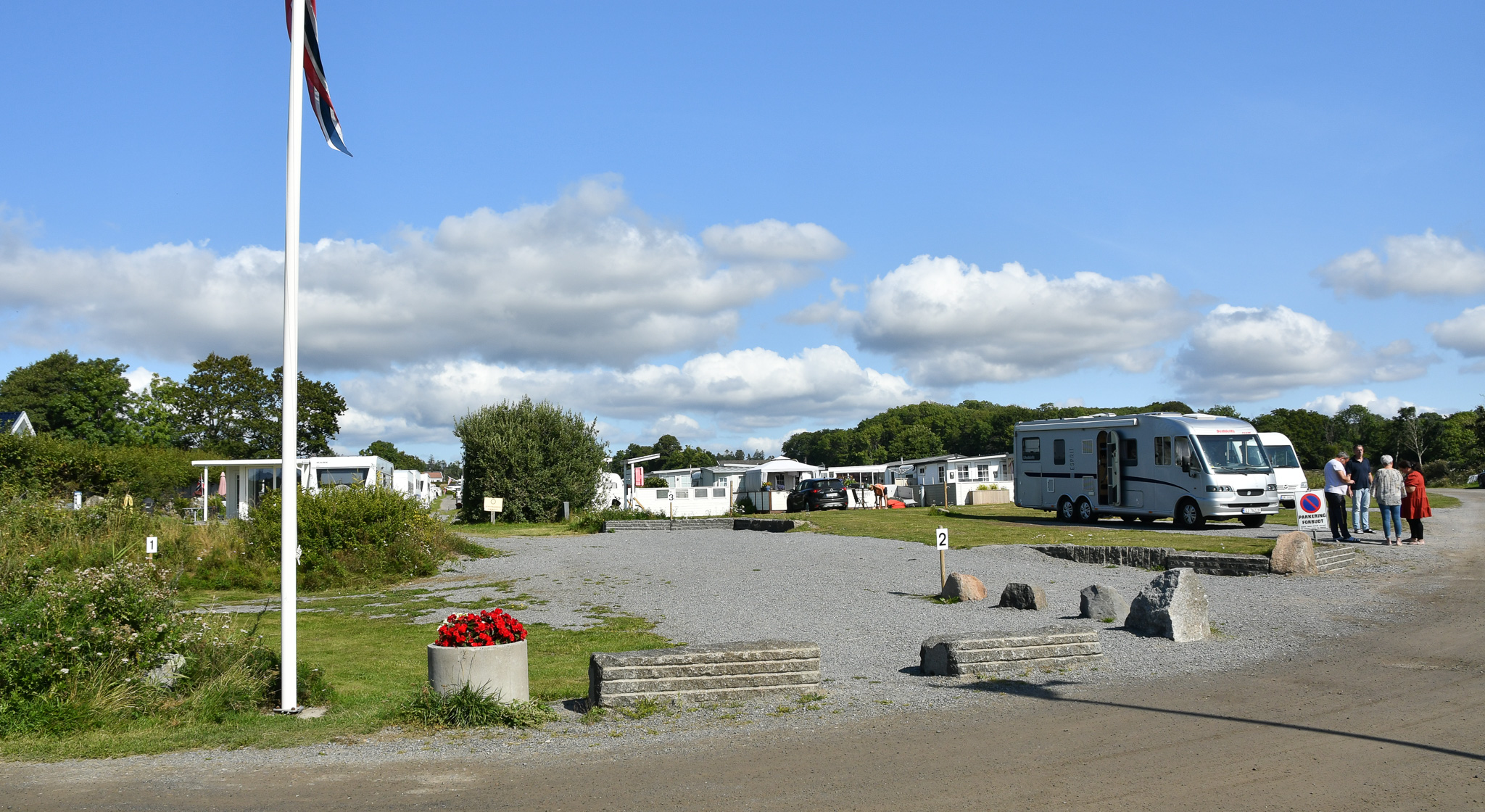
Camping d'Omrestrand
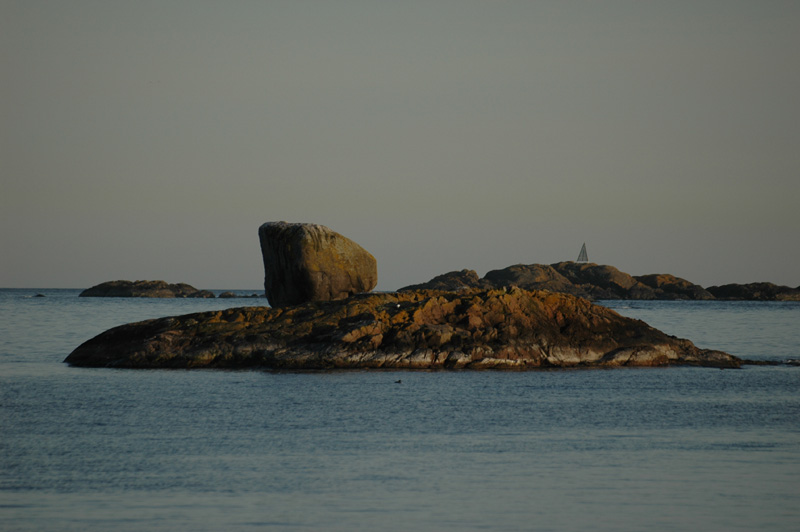
Le rocher Humlesekken